# Minaucourt-le-Mesnil-lès-Hurlus
Minaucourt-le-Mesnil-lès-Hurlus é uma comuna francesa na região administrativa do Grande Leste, no departamento de Marne. Estende-se por uma área de 23.04 km², e possui 50 habitantes, segundo o censo de 2018, com uma densidade de 2.2 hab/km².